# Metretopus alter
Metretopus alter är en dagsländeart som beskrevs av Simon Bengtsson 1930. Metretopus alter ingår i släktet Metretopus och familjen Metretopodidae. Arten är reproducerande i Sverige. Inga underarter finns listade i Catalogue of Life.